# Daniel Ribeiro
Daniel Ribeiro (né le 20 mai 1982 à São Paulo) est un réalisateur brésilien. Il a obtenu un prix en 2007 pour son premier court-métrage  Café com Leite. En 2014, il obtient le Teddy Award du meilleur film pour Hoje eu quero voltar sozinho.

## Filmographie

### Comme réalisateur
- 2007 : Drag-queen dans un bus (A Mona do Lotação) (court métrage)
- 2007 : Café au lait (Café com Leite) (court métrage)
- 2010 : Je ne veux pas rentrer seul (Eu Não Quero Voltar Sozinho) (court métrage)[1]
- 2014 : Au premier regard (Hoje Eu Quero Voltar Sozinho)

## Nots et références
1. ↑  imdb